# Pinnatella limbata
Pinnatella limbata är en bladmossart som beskrevs av Hugh Neville Dixon 1921. Pinnatella limbata ingår i släktet Pinnatella och familjen Neckeraceae. IUCN kategoriserar arten globalt som akut hotad. Inga underarter finns listade i Catalogue of Life.